# Fernando Miceli
Fernando Miceli (* 15. September 1963 in Quilmes, Argentinien) ist ein argentinischer Sänger und Komponist.

## Biographie
Im Alter von sechs Jahren ging Fernando Miceli, angeleitet von seiner Mutter Nelka Denisuk, einer Musiklehrerin und Opernsängerin, seine ersten musikalischen Schritte.
Er studierte im Nationalen Konservatorium Manuel de Falla in Buenos Aires Querflöte, Chorleitung und Gesang. Seine Gesangslehrer waren Leo Schwarz, Carlo Bianchi und Héctor De Rosas. Er ließ sich in der Tango-Interpretation von dem legendären Tangomeister Sebastián Piana ausbilden. Es folgten erste Auftritte als Bariton im Chor des Konservatoriums Manuel de Falla und im Coro Bach. Als junger Chorleiter und Solist baute Miceli das Octeto del Sur auf, mit dem er mehrere erfolgreiche Auftritte in Buenos Aires gab.
Nach dem Ende seines Musikstudiums 1986 absolvierte Miceli eine zweijährige Schauspiel-Ausbildung in Buenos Aires. Es folgten erste Darbietungen im Theater- und Musicalbereich.
Im Jahr 1992 siedelte Fernando Miceli nach Berlin um. Hier etablierte er sich als Sänger und trat mit verschiedenen Formationen europaweit auf. Februar und März 2004 gastierte der Sänger als Solist mit mehreren Konzerten in Buenos Aires, darunter im Café Homero, einem der bekanntesten Tangolokale der argentinischen Hauptstadt.
Fernando Miceli wurde im Oktober 2004 zum ersten Metropolenfestival Buenos Aires – Berlin eingeladen, bei dem er unter anderem mit dem Luis Borda Cuarteto aufgetreten ist. Im Winter 2005 erscheint die erste CD-Produktion von Fernando Miceli Tango de Raíz, die er in der renommierten Berliner Passionskirche einführt.
Mit dem gleichnamigen Programm geht Fernando Miceli im Herbst 2006 auf Tournee durch Deutschland und Europa und präsentiert Tango de Raíz zwei Mal in der Kammermusiksaal der Berliner Philharmonie.
2006 entstand sein Projekt CubaTango, mit dem er das Zusammentreffen des argentinischen Tango und der kubanischen Musik präsentiert. 
2010 hat die Nationale Tangoakademie in Buenos Aires Miceli den Akademiker-Titel für seine langjährige Tätigkeit im Tangobereich verliehen.
Fernando Miceli war März 2010 und August 2011 auf Tournee durch Argentinien und Uruguay, wo er sich beim 10. Tango Festival de Montevideo sowie beim Festival y Mundial de Tango 2011 Buenos Aires präsentiert hat, sein Konzert wurde live vom bekannten Radiosender La 2x4 FM Radio de la Ciudad ausgestrahlt.
2013 erschien seine aktuelle CD Arrabal y Exilio, die ausschließlich eigene Kompositionen beinhaltet. Mit dem CD-Programm und seiner Band tourte er Oktober und November 2013 durch Argentinien und Uruguay, wo er sich u. a. bei den Tango-Festivals von Bahía Blanca und Montevideo vorgestellt hat.
Mit seinen Tangoballaden und Candombes schlägt er eine Brücke zwischen argentinischen Tango und einer innovativen Art der Tango-Interpretation. Seit 1992 lebt Fernando Miceli in Berlin.

## Diskographie
- Tango de Raíz – Juramento Records (2005)
- Arrabal y Exilio – Galileo MC (2013)